# Hästtunga
Hästtunga (Pentaglottis sempervirens) är en växtart i familjen strävbladiga växter.